# Möngke Khan
Möngke Khan ou Mangu Cã (em mongol médio: ᠮᠥᠩᠬᠡ; romaniz.: Möngke; em mongol: Мөнх; romaniz.: Mönkh; em chinês: 蒙哥; romaniz.: Ménggē (pinyin); 11 de janeiro de 1209 — Xunquim, 11 de agosto de 1259) foi o quinto cã e quarto grão-cã do Império Mongol de 1251 a 1259.

## Vida

### Primeiros anos
Möngke nasceu em 11 de janeiro de 1209 e era o filho mais velho de Tolui (r. 1227–1229), um dos filhos de Gêngis (r. 1206–1227), e sua esposa Sorcaquetani. O xamã Tebe Tengueri teria supostamente visto nas estrelas a grande fortuna que o aguardava e por isso lhe deu seu nome, que significa "eterno". Foi criado por Anguequi, a terceira esposa de seu tio Oguedai Cã (r. 1229–1241), que não tinha filhos. Em agosto ou setembro de 1230, foi à guerra pela primeira vez ao participar na expedição de Oguedai e Tolui contra o Império Jim (1115–1234) no norte da China. Em 1232, seu pai faleceu e seu tio o devolveu à tenda do falecido, que agora estava sob comando da viúva Sorcaquetani. Ali, em respeito ao costume mongol de que o filho se casa com ao menos com uma das esposas do pai, desposou Ogul Coimis, a filha de Cutuca Bequi dos oirates. Segundo Guilherme de Rubruquis, era imensamente apaixonado por ela e favoreceu a sua filha mais velha Xirim. Ainda segundo ele, suas esposas foram fortemente influenciadas por sacerdotes cristãos armênios e assírios, mas o próprio Möngke se manteve firme na religião tradicional.
Em 1235, Oguedai enviou o seu filho Guiuque com Möngke, Buri e vários outros príncipes jochidas para junto de Batu com a missão de atacar quipechaques, russos, alanos e outros povos da Europa Oriental. Em 1239, Möngke subjugou o chefe quipechaque Bachemã no delta do Volga; as fontes, por sua vez, divinizaram o episódio ao alegarem que foi possível graças a um vento celeste que secou a terra que separava a ilha onde Bachemã estava e Möngke, dando tempo de Möngke alcançá-lo e voltar ao continente antes da água regressar. Também participou nos cercos às cidades russas, estando presente na captura de Quieve, e liderou o cerco à cidade alana de Magas. No inverno de 1240–41, quando Oguedai reconvocou ele e Guiuque, já era um dos principais príncipes e tinha o apoio de Batu Cã e os jochidas, com quem firmou estreitos laços. Em 1248, quando Guiuque (r. 1246–1248) faleceu sem um herdeiro forte, surgiu como um dos candidatos favoritos à sucessão.